# Alma-Seidler-Ring
Der Alma-Seidler-Ring wurde 1978 von der österreichischen Bundesregierung in Entsprechung zum traditionsreichen Iffland-Ring für weibliche Auszuzeichnende gestiftet. Auch dieser wird von seiner Trägerin testamentarisch an die bedeutendste und würdigste Bühnenkünstlerin des deutschsprachigen Theaters auf Lebenszeit weitergereicht.
Benannt wurde die Auszeichnung nach der Burgschauspielerin Alma Seidler (1899–1977), deren Initialen den Ring zieren. Nach Aussage der Witwe von Werner Krauß, dem 1959 verstorbenen Träger des Iffland-Ringes, hätte Alma Seidler dessen Ring erhalten, wäre eine Frau nicht durch die Tradition von vornherein ausgeschlossen gewesen.

## Trägerinnen des Alma-Seidler-Ringes
| Dauer     | Trägerin           |
| --------- | ------------------ |
| 1979–2000 | Paula Wessely      |
| 2000–2014 | Annemarie Düringer |
| seit 2014 | Regina Fritsch     |